# Globochthonius medeonis
Espèce
Synonymes
- Chthonius medeonis Ćurčić, 2011

Globochthonius medeonis est une espèce de pseudoscorpions de la famille des Chthoniidae.

## Distribution
Cette espèce est endémique du Monténégro. Elle se rencontre dans la grotte Ćafa Pješatica à Fundina.

## Description
La femelle holotype mesure 1,68 mm.

## Étymologie
Son nom d'espèce lui a été donné en référence au lieu de sa découverte, Medun.

## Publication originale
- Ćurčić, Ćurčić, Ćurčić & Ilić, 2011 : Chthonius (Globochthonius) medeonis n. sp.: A new cave false scorpion from Montenegro. Archives of Biological Sciences, vol. 63, no 1, p. 245-250.